# Улица Еремеева (Санкт-Петербург)
У́лица Ереме́ева — улица в Невском районе Санкт-Петербурга. Проходит от Дальневосточного проспекта до Складской улицы.

## История
Название присвоено в 1985 году в память о К. С. Еремееве (1871—1931), одном из руководителей Октябрьского восстания в Петрограде. На тот момент улицы не существовало.
В декабре 2023 года улица была построена и по ней открылось движение на всем протяжении
Первые дома с адресами по улице Еремеева введены в эксплуатацию в декабре 2015 года.

## Транспорт
Ближайшие к улице Еремеева станции метро — «Новочеркасская», «Ладожская» и «Проспект Большевиков».

## Пересечения
- Дальневосточный проспект;
- Складская улица.